# Milivoj Matošec
Milivoj Matošec (Zagreb, 10. kolovoza 1929. – Zagreb, 30. lipnja 1982.) bio je hrvatski dječji književnik, novinar i urednik.

## Životopis
Pohađao je Klasičnu gimnaziju u Zagrebu koju je završio 1948. godine. Završio je studij prava, bio je dramaturg Radio-televizije Zagreb. Napisao je brojne priče, romane, radio-igre (emitirano je 60-ih), scenarije za televizijske emisije, serije i crtane filmove. Neka njegova djela prevedena su na: ruski, mađarski, slovenski i albanski. Bio je urednik listova i časopisa Vjesnik, Kerempuh, Omladinski borac, Horizont i drugih.

## Stvaralaštvo
Matošecovi romani za djecu, uglavnom pustolovne ili znanstvenofantastične tematike, uvijek napete fabule, ali i s naglašenom etičkom porukom, doživjeli su velik uspjeh kod čitatelja i objavljeni su u više izdanja. Glavni junaci romana uglavnom su nestašni i inteligentni gradski dječaci upleteni u tajanstvene i neočekivane zaplete. Najuspjeliji su Tiki traži neznanca (1961.), Strah u Ulici lipa (1968.) i Okuka na zlatnoj rijeci (1973.). Napisao je i roman o djetinjstvu Josipa Broza Tita (Dječak sa Sutle), u kojem je sklon idealizaciji. Njegove su radiodrame usko vezane s prozom jer su često bile zametak budućih romana.

## Djela
- Tragom brodskog dnevnika[2]
- Posada[3]
- Suvišan u svemiru[4]
- Tiki traži Neznanca
- Admiralov otok[5]
- Kapetan Tornado[6]
- Veliki skitač[7]
- Putovima gospodina Foga[8]
- Zašto Murgoš plače[9]
- Događaj u tramvaju[10]
- Strah u Ulici lipa[11]
- Kip i Kap: bonton za malene[12]
- Dječak u čamcu[13]
- Okuka na zlatnoj rijeci[14]
- Dječak sa Sutle[15]
- Tri kapetana traže blago[16]
- Pustolovina u dimnjaku[17]
- Slučaj "Č"[18]
- Zebre lete na jug[19]
- Nestašni Valentin[20]
- Lina - Lena[21]

## Vanjske poveznice
- Milivoj Matošec, www.lektire.hr